# Instytut Rozwoju Miast i Regionów
Instytut Rozwoju Miast i Regionów (wcześniej Krajowy Instytut Polityki Przestrzennej i Mieszkalnictwa, KIPPiM) – polski instytut badawczy, który powstał z połączenia w 2018 roku Instytutu Rozwoju Miast i Instytutu Gospodarki Przestrzennej i Mieszkalnictwa. Prowadzi badania oraz realizuje projekty z zakresu gospodarki przestrzennej, kształtowania i ochrony środowiska, gospodarki komunalnej i mieszkaniowej, budownictwa i gospodarki nieruchomościami.

## Zakłady i zespoły[2]
W skład Instytutu Rozwoju Miast i Regionów wchodzą następujące zakłady naukowo-badawcze i zespoły:
- Zakład Urbanistyki Stosowanej
- Obserwatorium Polityki Miejskiej i Regionalnej
- Laboratorium Innowacji Miejskich
- Zakład Kształtowania Przestrzeni i Rewitalizacji
- Ośrodek Badań Strategicznych
- Zakład Odnowy Miast
- Zakład Społecznych Nauk Stosowanych (EURDATA)
- Integrator Danych Miejskich
- Zakład Komunikacji Miejskiej
- Zakład Mieszkalnictwa
- Zespół Planowania Rozwoju Miast i Wsi
- Zespół Planowania Przestrzennego i Komunikacji
- Zespół Szkoleń
- Redakcja Czasopism
- Centrum Doradztwa Rewitalizacyjnego

## Historia
Instytut powstał formalnie 1 stycznia 2018 roku na podstawie rozporządzenia Rady Ministrów z 18 grudnia 2017 r., według którego do utworzonego w 2002 roku Instytutu Rozwoju Miast (IRM) został włączony Instytut Gospodarki Przestrzennej i Mieszkalnictwa (IGPiM), a nazwa Instytutu została zmieniona na Krajowy Instytut Polityki Przestrzennej i Mieszkalnictwa (KIPPiM). Od 1 marca 2019 r. obowiązuje nazwa Instytut Rozwoju Miast i Regionów. 